# Корт, Генри
Ге́нри Корт (англ. Henry Cort, 1740 — 23 мая 1800) — английский металлург.

## Биография
Сын строителя (каменщика).
Работал в агентстве Королевского флота. Обратил внимание на низкое качество английских поставок железа по сравнению с зарубежными.
Изучение этого вопроса привело Генри Корта к открытию способов получения производственного железа более высокого качества.
В 1775 году Генри Корт оставил работу агента. Поселился в городе Госпорте, где начал работать на предприятии по производству железа, что позволило ему углубить свои познания в этой области. Получил несколько патентов — в 1783 году в процессах прокатки с использованием рифленых вальцов и в 1784 году в области пудлингования.
Открытия, им сделанные, финансовых выгод ему не принесли. Корту предстояли большие заказы, нужно было значительно расширить предприятие. Деньги на это дал совладелец его фирмы Джеллико (около 27 тыс. фунтов стерлингов), взяв под обеспечение патенты Корта и выговорив себе половину прибылей. Договор с Джеллико привел Корта к катастрофе, к полному разорению и нищете. Богатый и всеми уважаемый Джеллико оказался казнокрадом. Дело вскрылось после внезапной смерти старого казначея в 1789 году. B своих записках, попавших следственным властям, Джеллико упоминал Корта, будто бы требовавшего новых и новых ссуд для ведения завода. В то имущество, на которое был наложен арест, попали и патенты Корта, а потом дело повернулось так, что сын Джеллико продолжал владеть заводом, а Корт был лишен своих патентов. Весь процесс создал очень удобный предлог для английских металлургов которые совершенно безвозмездно присвоили себе все выгоды изобретения Корта. Английское правительство стало на сторону промышленников. На просьбу Корта в 1791 года о пересмотре дела он указывал, что сейчас по его способу выделывается в Англии свыше 50 тыс. тонн железа в год. Ему отвечали: «Ваше изобретение нам кажется столь полезным, что это нас побуждает открытые вами методы предоставить в распоряжение английской промышленности в целях поощрения ее».
В 1794 году ему была присуждена государственная пенсия для поддержки его многодетной семьи, состоящей из 12-ти детей. Умер Генри Корт в 1800 году.
Изобретение Корта вывело Англию из того технического тупика, в котором она оказалась во второй половине XVIII столетия. Англия из государства, зависимого от других стран, заняла ведущее положение в металлургической промышленности.